# Afrikan tähti
Afrikan tähti (fiński: Gwiazda Afryki), znana w Szwecji jako Den försvunna diamanten (Zaginiony Diament) lub Afrikas stjärna oznaczające "Gwiazda Afryki" – fińska gra planszowa wymyślona przez Kariego Mannerlę w 1951 roku. Od lat jest to jedna z najpopularniejszych gier planszowych w Skandynawii.
Gra Afrikan tähti została pierwszy raz wydana w 1951 w Helsinkach. Opowieści o największym diamencie na świecie - gwieździe Afryki – zainspirowały młodego Kariego Mannerlę. Po wybraniu najbardziej egzotycznie brzmiących nazw z angielskojęzycznej mapy Afryki narysował on szlaki lądowe, morskie i powietrzne przecinające i okrążające kontynent. Ważną cechą odróżniającą grę od innych była dowolność wyboru drogi przez gracza zamiast podążania ustaloną trasą. Kolejną była duża losowość każdej rozgrywki poprzez mieszanie żetonów i ich rozmieszczenie na mapie, przez co gracze nie mogli wiedzieć gdzie znajdują się poszczególne z nich. Dodatkowym urozmaiceniem są złodzieje i podkowy (w niektórych późniejszych wersjach gry zastąpione wizami).
Afrikan tähti była ostatnią grą stworzoną przez Kariego Mannerlę. Pomimo jedynie dziewiętnastu lat był już wtedy stosunkowo ‘doświadczonym’ twórcą i czuł wyjątkowość swojego dzieła. Zaoferował prawa do gry dużemu wydawnictwu Tilgmann, jednak negocjacje finansowe trwały kilka lat zanim przyjął skromne wynagrodzenie za wydrukowanie 10 tysięcy egzemplarzy. Postawił jednak warunek, iż każdy kolejny nakład będzie przedmiotem oddzielnych rozmów, co nie stanowiło dla wydawnictwa problemu, jako że wówczas gry planszowe raczej nie doczekiwały wznowień. W tym przypadku jednak już rok później wypuszczono na rynek kolejne 10 tysięcy egzemplarzy, a w następnych latach kolejne. W sumie w ciągu siedmiu lat zostało sprzedanych ponad 100 tysięcy egzemplarzy gry, co jest wyjątkowym wynikiem nawet dziś.
Afrikan tähti pozostaje jedną z najlepiej sprzedających się gier planszowych w Finlandii w ostatnich 65 latach. W tym czasie została przetłumaczona na ponad 16 języków, jednak najbardziej popularna pozostaje w Skandynawii. W Szwecji dostępna jest pod nazwą Den Försvunna Diamanten, w Norwegii Den Forsvunne Diamanten (obie oznaczają "Zaginiony Diament"), a w Danii Afrikas Stjerne (Gwiazda Afryki). W sumie na całym świecie sprzedano dotychczas około czterech i pół miliona egzemplarzy tej gry.
Obecnie prawa autorskie do gry posiada bezpośrednio pięć córek Karego Mannerli.

## Zasady gry
Afrikan tähti jest wyścigiem pomiędzy graczami i jest przeznaczona dla minimum 2 osób. Maksymalna ilość graczy jest teoretycznie nieograniczona, jednakże udział więcej niż 5-6 graczy spowoduje bardzo długie tury i wyczerpanie zasobów gry.
Na planszy znajdziemy mapę Afryki z niektórymi miastami zaznaczonymi dużymi czerwonymi kołami. Pomiędzy nimi poprowadzone są połączenia z mniejszymi kropkami, w przypadku lądowych i morskich, lub bezpośrednie, powietrzne. Gracze mogą rozpocząć grę z Kairu w Egipcie lub z Tangeru w Maroku, wedle uznania.
W grze używa się kostki do gry, pionków i banknotów w różnych nominałach zależnie od wersji. Pierwotnie były to £100, £500 i £1,000, w późniejszych wersjach często zastępowane 'dolarami'.
Gra zawiera także okrągłe żetony w liczbie odpowiadającej liczbie miast.
Rodzaje żetonów:
- Puste
- Kamienie szlachetne: rubiny (czerwone), szmaragdy (zielone) i topazy (żółte)
- Złodzieje
- Podkowy
- Gwiazda Afryki - pojedynczy żeton

### Przygotowanie
Na początku gry wszystkie żetony zostają umieszczone zakryte na planszy, zamieszane i losowo umieszczone po jednym na miasto.
Każdy z graczy otrzymuje £300 (lub inną kwotę w zależności od wersji) a jego pionek zostaje umieszczony na polu Kair lub Tanger, zgodnie z wyborem gracza.

### Przebieg gry
Podczas swojego ruchu każdy z graczy rzuca kostką i porusza się o wyrzuconą liczbę oczek wzdłuż szlaków. Kiedy gracz dociera do miasta gdzie znajduje się nieodkryty żeton, ma trzy możliwości:
- Iść dalej, aż do wyrzuconej liczby oczek.
- Zatrzymać się i kupić żeton za £100.
- Zatrzymać się i pozostać w mieście. W kolejnych ruchach gracz może spróbować zamiast podróżować, poświęcić swój ruch i wygrać żeton poprzez wyrzucenie 4, 5 lub 6 oczek kostką.

Kiedy gracz kupi lub wygra żeton, odwraca go i postępuje zgodnie z poniższymi:
- Pusty żeton: nic się nie dzieje, żeton wraca do banku.
- Kamień szlachetny: Zostaje od razu sprzedany do banku. Rubiny są warte £1000, szmaragdy £500, a topazy £300.
- Złodziej: Gracz traci wszystkie pieniądze, które należy oddać do banku.
- Gwiazda Afryki: Jej odnalezienie jest celem gry. Jeśli gracz wróci z nią do Tangeru lub Kairu wygrywa grę.
- Podkowa: Jeżeli Gwiazda Afryki nie została znaleziona, nic się nie dzieje i należy oddać ją do banku. W przypadku gdy którykolwiek z graczy odnalazł już Gwiazdę Afryki, podkowę należy zatrzymać i wrócić do Tangeru lub Kairu przed nim aby wygrać grę.

### Podróże
Możliwe są trzy sposoby podróżowania:
- Drogą lądową, za darmo.
- Samolotem, po wyznaczonych, bezpośrednich trasach pomiędzy miastami. Podróż samolotem kosztuje £300 i kończy się w następnym mieście. Nie można ominąć miasta lecąc samolotem.
- Statkiem, na podobnych zasadach jak drogi lądowe, przy czym bilet na statek kosztuje £100. W przeciwieństwie do dróg lądowych gracz musi się zatrzymać w następnym mieście. Dalsza podróż wymaga zakupu nowego biletu w następnej turze.

### Specyficzne miejsca
Niektóre miasta i miejsca na mapie mają specjalne zasady:
- Slave Coast, znalezienie pustego żetonu powoduje utratę 3 kolejek.
- Gold Coast, ceny znalezionych kamieni szlachetnych są podwójne.
- Pierwszy gracz, który dotrze do Cape Town otrzymuje £500.
- Jest jeden punkt na Saharze, gdzie gracz zostaje napadnięty przez Beduinów i może ruszyć dalej jedynie po wyrzuceniu 1 lub 2 oczek.
- Po obu stronach wyspy Św. Heleny znajdują się dwa punkty gdzie statek gracza zostanie napadnięty przez piratów i może on ruszyć dalej jedynie po wyrzuceniu 1 lub 2 oczek.